# Kenneth Vargas
Kenneth Gerardo Vargas Vargas (ur. 17 kwietnia 2002 w San José) – kostarykański piłkarz występujący na pozycji napastnika lub skrzydłowego, reprezentant Kostaryki, od 2023 roku zawodnik szkockiego Heart of Midlothian.
Jego ojciec Kenneth Vargas również był piłkarzem.